# Vigil Raber
Vigil Raber (geboren um 1490 in Sterzing, Südtirol; gestorben vor 14. Dezember 1552 ebenda) war ein Maler, der vor allem wegen seiner Tätigkeiten als Autor, Sammler, Verleger und Spielleiter von weltlichen und geistlichen Theaterstücken bekannt ist.

## Leben
Vigil Raber, „Universalkünstler der Frührenaissance“, wurde in Sterzing im letzten Viertel des 15. Jahrhunderts als Sohn eines Bäckers geboren. Zunächst besuchte er vermutlich die Sterzinger Lateinschule, dann erlernte er den Malerberuf. Von 1510 bis 1522 arbeitete er in Bozen als Maler und Restaurator. Ab 1524 lebte Vigil Raber mit Unterbrechungen wieder in seiner Heimatstadt Sterzing, wo er weiterhin als Maler arbeitete. Raber starb wahrscheinlich 1552.

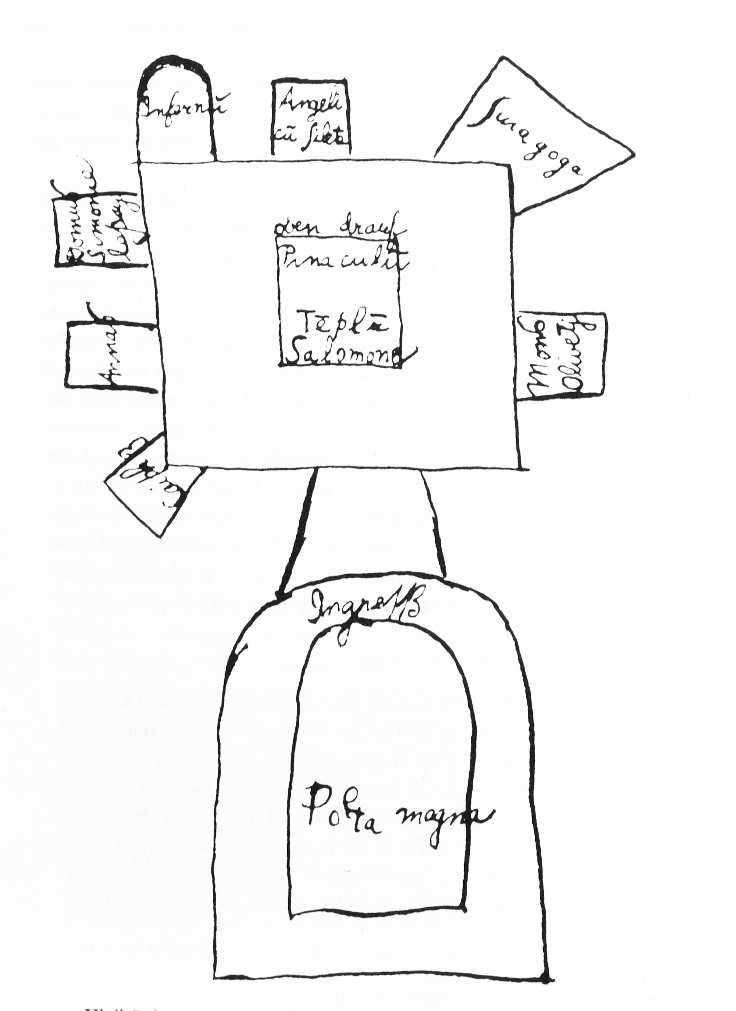
Vigil Raber: Bühnenplan des Palmsonntagsspiels von 1514 an der Bozner Marienpfarrkirche

## Werk
Von Rabers Arbeit als Maler ist wenig erhalten, das ihm eindeutig zugeordnet werden könnte. Im Laufe seines Lebens sammelte er zahlreiche geistliche und weltliche Spiele, u. a. die Bozener Emmausspiele, die er abschrieb und zum Teil auch selbst bearbeitete und erweiterte. Daneben agierte er auch als Spielleiter und Schauspieler. Raber wirkte nicht nur an Spielen in Bozen und Sterzing mit, sondern auch in Klausen, Trient und Cavalese im Fleimstal.
- Sterzinger Spiele. Nach Aufzeichnungen des Vigil Raber. Herausgegeben von Oswald Zingerle. 2 Bde.: 1. Fünfzehn Fastnachts-Spiele aus den Jahren 1510 und 1511. 2. Eilf Fastnachts-Spiele aus den Jahren 1512–1535. Wien 1886. (Wiener Neudrucke 9 und 11).
- Die geistlichen Spiele des Sterzinger Spielarchivs. Bearbeitet von Walther Lipphardt und Hans-Gert Roloff. 6 Bände, Bern u. a., Lang-Verlag 1981–1996.